# Orgilus mediterraneus
Orgilus mediterraneus är en stekelart som beskrevs av Taeger 1989. Orgilus mediterraneus ingår i släktet Orgilus och familjen bracksteklar. Inga underarter finns listade i Catalogue of Life.